# Бещадская бригада Войск охраны пограничья
Бещадская бригада Войск охраны пограничья (пол. Bieszczadzka Brygada Wojsk Ochrony Pogranicza) или Бещадская бригада ВОП (пол. Bieszczadzka Brygada WOP, сокращённо BiB WOP) – территориальная бригада Войск охраны пограничья, существовавшая в 1976—1991 годах и осуществлявшая охрану польско-чехословацкой и польско-советской границ.

## История бригады
В соответствии с распоряжением Министерства внутренних дел Польши № 05/org от 29 января 1976 года на основе 26-го Пшемысльского отдела Войск охраны пограничья была образована Бещадская бригада ВОП. Штаб бригады располагался в городе Пшемысль. Номер воинской части — 44/0139. По штату военного времени «W» бригада насчитывала 1510 солдат и 56 гражданских служащих, по штату мирного времени «P» — 971 солдат и 59 гражданских служащих.
В 1989 году в структуру бригады вошёл Надбужанский батальон ВОП (пол. Nadbużański Batalion WOP) и пограничный пункт пропуска Дорохуск (автомобильный и железнодорожный). По штату военного времени «W» батальон насчитывал 817 солдат и 27 гражданских служащих, по штату мирного времени «P» — 481 солдат и 26 гражданских служащих.
15 мая 1991 года Бещадская бригада фактически прекратила своё существование. На основании приказа Главнокомандующего Пограничной стражи № 012 от 7 мая 1991 года о роспуске подразделений Войск охраны пограничья и образовании организационных частей Пограничной стражи 16 мая 1991 года было принято распоряжение расформировать Бещадскую бригаду ВОП в Пшемысле и Надбужанский батальон. На основе Бещадской бригады был образован Бещадский отряд Пограничной стражи, получивший название в честь региона, где находился его штаб. Преемником Надбужанского батальона стал Надбужанский отряд Пограничной стражи в Хелме.

## Организационная структура
В состав бригады входили:
- Батальон командования
- Шесть пограничных застав[пол.]: Солотвина[пол.], Корчова[пол.], Медыка[пол.], Хермановице[пол.], Лютовиска[пол.], Кросьценко[пол.]
- Четыре пограничных пункта пропуска[пол.] (в т. ч. автодорожный и железнодорожный Медыка[пол.])

В 1990 году в состав Бещадской бригады ВОП входили:
- Командование, штаб и подотделы командования
- Надбужанский батальон ВОП
- Батальон командования
- Пограничные заставы[пол.]: Влодава[пол.], Дорохуск[пол.], Хрубешув[пол.], Долхобычув[пол.], Любыча-Крулевска[пол.], Любачув[пол.], Корчова[пол.], Медыка[пол.], Хермановице[пол.], Устржыки-Дольне[пол.], Лютовиска[пол.]
- Пограничные пункты пропуска[пол.]: автомобильный и железнодорожный Дорохуск[пол.], автодорожный и железнодорожный Медыка[пол.])

## Командование бригады
Командиры бригады
- полковник Эдвард Корчиньский — до 16 октября 1978
- полковник Юзеф Милейский[пол.] — до 1 ноября 1984
- полковник Ян Хурынович — до 1 октября 1986
- полковник Тадеуш Маркевич — до 20 ноября 1990
- полковник Ян Ламаньский — до 15 мая 1991

Начальники отдела пограничного контроля
- капитан Антоний Зауха
- поручик Антоний Шевчик
- подполковник Станислав Гжебик
- подполковник Рышард Лапиньский

## Штандарт и медаль
17 июня 1985 года, в день открытия памятника жертвам массового убийства в Яселе и по случаю 40-летия со дня образования Войск охраны пограничья, знамя Бещадской бригады ВОП было награждено нагрудным знаком «За заслуги перед Кросненским воеводством» (пол. Za zasługi dla województwa krośnieńskiego) и знаком «За заслуги перед Бещадами» (пол. Zasłużony Bieszczadom).
В 1985 году также была выпущена медаль «40 лет со дня создания Войск охраны пограничья 1945—1985» (пол. 40. rocznica powołania Wojsk Ochrony Pogranicza 1945–1985), которая была вручена Санокскому батальону бригады. На аверсе была изображена надпись «Героическая оборона пограничной заставы ВОП Ясель 20.03.1946» (пол. Bohaterska obrona strażnicy WOP Jasiel 20.03.1946).